# Liste des parcs nationaux d'Australie-Occidentale
Les parcs nationaux d'Australie-Occidentale sont au nombre de quatre-vingt-dix-huit et couvrent une superficie de 56 680,65 km2. Ils sont gérés par le ministère de l'Environnement et de la Conservation d'Australie-Occidentale.

## Localisation des principaux parcs nationaux
| \| Alexander Morrison Avon Valley Badgingarra Beedelup Beelu Boorabbin Brockman Cap Arid Cap Le Grand Chaîne du Cap Chaîne Collier Chaîne Kennedy Chaîne de Stirling D'Entrecasteaux Dalgarup Drovers Cave Drysdale River Eucla Fitzgerald River François Péron Frank Hann Geikie Gorge Goldfields Woodlands Goongarrie Greater Preston Hassell Helena Île Dirk Hartog Kalamunda Kalbarri Karijini Karlamilyi Korung Lac Muir Lawley River Leeuwin-Naturaliste Lesueur Mirima Mitchell River Mont Augustus Moore River Nambung Neerabup Peak Charles Porongurup Purnululu Stokes Tathra Torndirrup Tuart Forest Tunnel Creek Walpole-Nornalup Wandoo Watheroo Wellington West Cape Howe William Bay Windjana Gorge Wolfe Creek Meteorite Crater Yalgorup Yanchep Yelverton \| Carte localisant les principaux parcs nationaux d'Australie-Occidentale. |
| Alexander Morrison Avon Valley Badgingarra Beedelup Beelu Boorabbin Brockman Cap Arid Cap Le Grand Chaîne du Cap Chaîne Collier Chaîne Kennedy Chaîne de Stirling D'Entrecasteaux Dalgarup Drovers Cave Drysdale River Eucla Fitzgerald River François Péron Frank Hann Geikie Gorge Goldfields Woodlands Goongarrie Greater Preston Hassell Helena Île Dirk Hartog Kalamunda Kalbarri Karijini Karlamilyi Korung Lac Muir Lawley River Leeuwin-Naturaliste Lesueur Mirima Mitchell River Mont Augustus Moore River Nambung Neerabup Peak Charles Porongurup Purnululu Stokes Tathra Torndirrup Tuart Forest Tunnel Creek Walpole-Nornalup Wandoo Watheroo Wellington West Cape Howe William Bay Windjana Gorge Wolfe Creek Meteorite Crater Yalgorup Yanchep Yelverton                                                                                |

## Liste des parcs
- Parc appartenant au patrimoine mondial de l'UNESCO
- Parc appartenant à une réserve de biosphère de l'UNESCO
- Parc appartenant à un site Ramsar

| Nom                                         | Photographie | Localisation                                       | Création | Superficie km2 | Notes                                                           |
| ------------------------------------------- | ------------ | -------------------------------------------------- | -------- | -------------- | --------------------------------------------------------------- |
| Alexander Morrison                          |              | Mid West 30° 05′ 02″ S, 115° 29′ 10″ E             | 1970     | 85,00          |                                                                 |
| Avon Valley                                 |              | Wheatbelt 31° 37′ 30″ S, 116° 11′ 01″ E            | 1970     | 43,66          |                                                                 |
| Badgingarra                                 |              | Wheatbelt 30° 28′ 07″ S, 115° 26′ 23″ E            | 1973     | 131,08         |                                                                 |
| Beedelup                                    |              | South West 34° 25′ 06″ S, 115° 52′ 40″ E           | 1977     | 193,79         |                                                                 |
| Beelu                                       |              | Perth 31° 57′ 16″ S, 116° 08′ 59″ E                | 1995     | 46,17          |                                                                 |
| Blackwood River                             |              | South West 34° 04′ 35″ S, 115° 23′ 20″ E           | 2004     | 204,77         |                                                                 |
| Boorabbin                                   |              | Goldfields-Esperance 31° 14′ 18″ S, 120° 10′ 09″ E | 1977     | 281,53         |                                                                 |
| Boorara Gardner                             |              | South West 34° 44′ S, 116° 13′ E                   | 2004     | 110,08         |                                                                 |
| Boyndaminup                                 |              | South West 34° 28′ S, 116° 34′ E                   | 2004     | 54,39          |                                                                 |
| Bramley                                     |              | South West 33° 56′ S, 115° 07′ E                   | 2004     | 38,92          |                                                                 |
| Brockman                                    |              | South West 34° 30′ 52″ S, 115° 59′ 46″ E           | 1977     | 0,52           |                                                                 |
| Cap Arid (Cape Arid)                        |              | Goldfields-Esperance 33° 42′ 14″ S, 123° 22′ 10″ E | 1969     | 2 794,46       |                                                                 |
| Cap Le Grand (Cape Le Grand)                |              | Goldfields-Esperance 33° 56′ 49″ S, 122° 00′ 20″ E | 1966     | 318,01         |                                                                 |
| Chaîne du Cap (Cape Range)                  |              | Gascoyne 22° 07′ 25″ S, 113° 54′ 59″ E             | 1965     | 476,55         | Site du patrimoine mondial de la côte de Ningaloo (2011)        |
| Chaîne Collier (Collier Range)              |              | Pilbara 24° 27′ 35″ S, 119° 09′ 25″ E              | 1978     | 476,55         |                                                                 |
| Chaîne Kennedy (Kennedy Range)              |              | Gascoyne 24° 34′ 45″ S, 115° 02′ 59″ E             | 1993     | 1 416,60       |                                                                 |
| Chaîne de Stirling (Stirling Range)         |              | Great Southern 34° 21′ 50″ S, 117° 59′ 20″ E       | 1969     | 1 159,20       |                                                                 |
| D’Entrecasteaux                             |              | South West 34° 21′ 50″ S, 117° 59′ 20″ E           | 1980     | 1 187,79       |                                                                 |
| Dalgarup                                    |              | South West 33° 59′ 08″ S, 115° 58′ 36″ E           | 2004     | 23,77          |                                                                 |
| Drovers Cave                                |              | Wheatbelt 30° 14′ 04″ S, 115° 05′ 16″ E            | 1972     | 26,81          |                                                                 |
| Drysdale River                              |              | Kimberley 15° 09′ 41″ S, 126° 46′ 35″ E            | 1974     | 4 482,64       |                                                                 |
| Easter                                      |              | South West 34° 13′ S, 115° 47′ E                   | 2004     | 29,85          |                                                                 |
| Eucla                                       |              | Goldfields-Esperance 31° 40′ 49″ S, 128° 56′ 43″ E |          | 35,60          |                                                                 |
| Fitzgerald River                            |              | Goldfields-Esperance 33° 56′ 51″ S, 119° 36′ 55″ E | 1973     | 2 972,11       | Réserve de biosphère de Fitzgerald River (1978)                 |
| Forest Grove                                |              | South West 34° 05′ S, 115° 08′ E                   | 2004     | 13,79          |                                                                 |
| François Péron (Francois Peron)             |              | Gascoyne 25° 48′ 10″ S, 113° 32′ 38″ E             | 1993     | 525,87         | Site du patrimoine mondial de la baie Shark (1991)              |
| Frank Hann                                  |              | Gascoyne 32° 55′ 41″ S, 120° 14′ 14″ E             | 1970     | 675,50         |                                                                 |
| Geikie Gorge                                |              | Kimberley 18° 11′ 40″ S, 125° 34′ 08″ E            | 1967     | 31,36          |                                                                 |
| Gloucester                                  |              | South West 34° 26′ 52″ S, 116° 03′ 27″ E           | 1993     | 8,78           |                                                                 |
| Goldfields Woodlands                        |              | Goldfields-Esperance 31° 11′ 00″ S, 120° 33′ 09″ E | 1977     | 646,12         |                                                                 |
| Goongarrie                                  |              | Goldfields-Esperance 30° 00′ 08″ S, 121° 31′ 51″ E | 1978     | 603,97         |                                                                 |
| Gooseberry Hill                             |              | Perth 31° 56′ 29″ S, 116° 02′ 47″ E                | 1970     | 0,33           |                                                                 |
| Greater Dordagup                            |              | South West 34° 31′ S, 116° 17′ E                   | 2004     | 64,08          |                                                                 |
| Greater Hawke                               |              | South West 34° 31′ S, 115° 52′ E                   | 2004     | 140,04         |                                                                 |
| Greater Kingston                            |              | South West 34° 07′ S, 116° 38′ E                   |          | 210,92         |                                                                 |
| Greater Preston                             |              | South West 33° 35′ 53″ S, 116° 13′ 15″ E           | 2004     | 126,65         |                                                                 |
| Greenmount                                  |              | South West 31° 54′ 23″ S, 116° 03′ 36″ E           | 1970     | 2,02           |                                                                 |
| Gull Rock                                   |              | Great Southern 35° 00′ 27″ S, 118° 00′ 12″ E       | 2006     | 21,04          |                                                                 |
| Hassell                                     |              | Great Southern 34° 40′ 44″ S, 118° 22′ 11″ E       | 1971     | 12,65          |                                                                 |
| Helena                                      |              | Perth 32° 06′ 23″ S, 116° 11′ 38″ E                | 1995     | 122,55         |                                                                 |
| Hilliger                                    |              | South West 34° 15′ S, 115° 40′ E                   |          | 169,62         |                                                                 |
| Île Dirk Hartog (Dirk Hartog Island)        |              | Gascoyne 25° 49′ 13″ S, 113° 04′ 46″ E             | 2009     | 629,28         | Site du patrimoine mondial de la baie Shark (1991)              |
| Jane                                        |              | South West 34° 36′ S, 116° 15′ E                   | 2004     | 68,63          |                                                                 |
| John Forrest                                |              | Perth 31° 52′ 55″ S, 116° 04′ 26″ E                | 1900     | 26,78          |                                                                 |
| Kalamunda                                   |              | Perth 31° 57′ 31″ S, 116° 04′ 17″ E                | 1964     | 3,75           |                                                                 |
| Kalbarri                                    |              | Mid West 27° 42′ 47″ S, 114° 10′ 01″ E             | 1963     | 1 830,05       |                                                                 |
| Karijini                                    |              | Pilbara 22° 40′ 21″ S, 118° 12′ 52″ E              | 1969     | 6 274,42       |                                                                 |
| Karlamilyi                                  |              | Pilbara 22° 20′ 00″ S, 122° 29′ 00″ E              | 1977     | 12 837,06      |                                                                 |
| Korung                                      |              | Perth 32° 03′ 28″ S, 116° 05′ 41″ E                |          | 63,44          |                                                                 |
| Lac Muir (Lake Muir)                        |              | South West 34° 33′ S, 116° 40′ E                   | 2004     | 96,25          | Site Ramsar du système Muir-Byenup (2005)                       |
| Lawley River                                |              | Kimberley 14° 41′ S, 125° 53′ E                    | 2000     | 175,72         |                                                                 |
| Leeuwin-Naturaliste                         |              | South West 34° 14′ 19″ S, 115° 02′ 50″ E           | 1957     | 190,92         |                                                                 |
| Lesmurdie Falls                             |              | Perth 31° 59′ 47″ S, 116° 01′ 49″ E                | 1957     | 0,56           |                                                                 |
| Lesueur                                     |              | Wheatbelt 30° 08′ 04″ S, 115° 06′ 02″ E            | 1992     | 2 699          |                                                                 |
| Midgegooroo                                 |              | Perth 32° 07′ 40″ S, 116° 07′ 50″ E                | 2004     | 24,92          |                                                                 |
| Millstream-Chichester                       |              | Pilbara 32° 07′ 40″ S, 116° 07′ 50″ E              | 1970     | 2 381,67       |                                                                 |
| Milyeannup                                  |              | South West 21° 16′ 24″ S, 117° 06′ 27″ E           | 2004     | 186,92         |                                                                 |
| Mirima                                      |              | Kimberley 15° 46′ 23″ S, 128° 45′ 46″ E            | 1982     | 20,68          |                                                                 |
| Mitchell River                              |              | Kimberley 14° 48′ 24″ S, 125° 42′ 29″ E            | 2000     | 1 153,25       |                                                                 |
| Mont Augustus (Mount Augustus)              |              | Pilbara 24° 19′ 50″ S, 116° 50′ 37″ E              | 1989     | 91,68          |                                                                 |
| Mont Frankland (Mount Frankland)            |              | South West 34° 45′ 59″ S, 116° 44′ 34″ E           | 1989     | 172,54         |                                                                 |
| Mont Frankland Nord (Mount Frankland North) |              | South West 34° 39′ S, 116° 42′ E                   | 2004     | 220,53         |                                                                 |
| Mont Frankland Sud (Mount Frankland South)  |              | South West 34° 56′ 00″ S, 116° 40′ 00″ E           | 2004     | 422,83         |                                                                 |
| Mont Lindesay (Mount Lindesay)              |              | Great Southern 34° 52′ 00″ S, 117° 22′ 00″ E       | 2004     | 395,41         |                                                                 |
| Mont Roe (Mount Roe)                        |              | Great Southern 34° 46′ 00″ S, 116° 56′ 00″ E       | 2004     | 1 277,26       |                                                                 |
| Moore River                                 |              | Wheatbelt 31° 05′ 00″ S, 115° 38′ 00″ E            | 1988     | 91,68          |                                                                 |
| Nambung                                     |              | Wheatbelt 30° 34′ 33″ S, 115° 10′ 12″ E            | 1968     | 192,68         |                                                                 |
| Neerabup                                    |              | Perth 31° 40′ 30″ S, 115° 44′ 07″ E                | 1965     | 9,43           |                                                                 |
| Peak Charles                                |              | Goldfields-Esperance 32° 54′ 35″ S, 121° 06′ 24″ E | 1979     | 399,59         |                                                                 |
| Porongurup                                  |              | Great Southern 34° 40′ 46″ S, 117° 52′ 23″ E       | 1971     | 26,21          |                                                                 |
| Purnululu                                   |              | Kimberley 34° 40′ 46″ S, 117° 52′ 23″ E            | 1987     | 2 397,23       | Site du patrimoine mondial du parc national de Purnululu (2003) |
| Scott                                       |              | South West 34° 15′ 29″ S, 115° 14′ 08″ E           | 1959     | 32,73          |                                                                 |
| Serpentine                                  |              | Perth 32° 21′ 26″ S, 116° 02′ 36″ E                | 1957     | 43,87          |                                                                 |
| Shannon                                     |              | South West 34° 36′ 11″ S, 116° 21′ 54″ E           | 1988     | 525,98         |                                                                 |
| Sir James Mitchell                          |              | South West 34° 23′ S, 116° 11′ E                   | 1969     | 2,47           |                                                                 |
| Stokes                                      |              | Goldfields-Esperance 33° 49′ 22″ S, 121° 08′ 05″ E | 1976     | 97,26          |                                                                 |
| Tathra                                      |              | Wheatbelt 29° 46′ 37″ S, 115° 31′ 44″ E            | 1970     | 43,22          |                                                                 |
| Torndirrup                                  |              | Great Southern 35° 05′ 25″ S, 117° 53′ 29″ E       | 1918     | 39,36          |                                                                 |
| Tuart Forest                                |              | South West 33° 33′ 07″ S, 115° 30′ 43″ E           | 1987     | 20,49          |                                                                 |
| Tunnel Creek                                |              | Kimberley 17° 36′ 43″ S, 125° 08′ 34″ E            | 1992     | 0,91           |                                                                 |
| Walpole-Nornalup                            |              | South West 34° 59′ 00″ S, 116° 46′ 00″ E           | 1957     | 194,48         |                                                                 |
| Walyunga                                    |              | Perth 31° 42′ 22″ S, 116° 05′ 23″ E                | 1970     | 18,14          |                                                                 |
| Wandoo                                      |              | Wheatbelt 31° 59′ S, 116° 34′ E                    | 1995     | 464,93         |                                                                 |
| Warren                                      |              | South West 34° 30′ 02″ S, 115° 57′ 22″ E           | 1977     | 29,81          |                                                                 |
| Watheroo                                    |              | Wheatbelt 30° 14′ 24″ S, 115° 52′ 43″ E            | 1969     | 444,81         |                                                                 |
| Waychinicup                                 |              | Great Southern 34° 52′ 38″ S, 118° 22′ 20″ E       | 1990     | 39,82          |                                                                 |
| Wellington                                  |              | South West 33° 22′ S, 115° 57′ E                   | 2000     | 174,20         |                                                                 |
| West Cape Howe                              |              | Great Southern 35° 06′ 22″ S, 117° 35′ 34″ E       | 1985     | 36,05          |                                                                 |
| Whicher                                     |              | South West 33° 56′ S, 115° 29′ E                   | 2004     | 17,34          |                                                                 |
| William Bay                                 |              | Great Southern 35° 01′ 35″ S, 117° 14′ 06″ E       | 1971     | 17,34          |                                                                 |
| Wiltshire-Butler                            |              | South West 33° 56′ S, 115° 29′ E                   |          | 116,45         |                                                                 |
| Windjana Gorge                              |              | Kimberley 17° 25′ 42″ S, 124° 58′ 35″ E            | 1971     | 20,50          |                                                                 |
| Wolfe Creek Meteorite Crater                |              | Kimberley 19° 10′ 19″ S, 127° 47′ 43″ E            | 1969     | 14,60          |                                                                 |
| Yalgorup                                    |              | Peel 32° 51′ 26″ S, 115° 40′ 19″ E                 | 1966     | 131,41         | Site Ramsar du système Peel-Yalgorup (1990)                     |
| Yanchep                                     |              | Perth 31° 33′ 38″ S, 115° 41′ 27″ E                | 1957     | 28,76          |                                                                 |
| Yelverton                                   |              | South West 33° 44′ S, 115° 05′ E                   | 2004     | 7,29           |                                                                 |

De plus l'Australie-Occidentale possède deux parcs nationaux innomés de 1 571 et de 79 ha.